# 1976년 동계 올림픽 메달 집계
1976년 동계 올림픽 메달 집계는 1976년 동계 올림픽에서 획득한 메달 순으로 매긴 각국의 국가 올림픽 위원회들의 목록이다.

## 메달 집계
다음은 국제 올림픽 위원회에서 제공하는 정보를 토대로 한 표로, 금메달 · 은메달 · 동메달의 수 순서로 랭킹을 매긴다. 금은동의 수가 모두 동률일 경우, 같은 순위가 되고 IOC 국가 부호의 알파벳 순으로 목록에 표시한다.
주최국인 오스트리아는 연보라색으로 표시되어 있다.
| 순위 | 국가           | 금메달 | 은메달 | 동메달 | 합계 |
| ---- | -------------- | ------ | ------ | ------ | ---- |
| 1    | 소련           | 13     | 6      | 8      | 27   |
| 2    | 동독           | 7      | 5      | 7      | 19   |
| 3    | 미국           | 3      | 3      | 4      | 10   |
| 4    | 노르웨이       | 3      | 3      | 1      | 7    |
| 5    | 서독           | 2      | 5      | 3      | 10   |
| 6    | 핀란드         | 2      | 4      | 1      | 7    |
| 7    | 오스트리아     | 2      | 2      | 2      | 6    |
| 8    | 스위스         | 1      | 3      | 1      | 5    |
| 9    | 네덜란드       | 1      | 2      | 3      | 6    |
| 10   | 이탈리아       | 1      | 2      | 1      | 4    |
| 11   | 캐나다         | 1      | 1      | 1      | 3    |
| 12   | 영국           | 1      | 0      | 0      | 1    |
| 13   | 체코슬로바키아 | 0      | 1      | 0      | 1    |
| 14   | 리히텐슈타인   | 0      | 0      | 2      | 2    |
| 14   | 스웨덴         | 0      | 0      | 2      | 2    |
| 16   | 프랑스         | 0      | 0      | 1      | 1    |
| 합계 | 합계           | 37     | 37     | 37     | 111  |

## 같이 보기
- 1976년 하계 올림픽 메달 집계